# Allophylus sericeus
Allophylus sericeus är en kinesträdsväxtart som beskrevs av Ludwig Radlkofer. Allophylus sericeus ingår i släktet Allophylus och familjen kinesträdsväxter. Inga underarter finns listade i Catalogue of Life.